# Silbersandgrube
Das Gebiet Silbersandgrube ist ein mit Verordnung vom 22. September 2004 durch die Körperschaftsforstdirektion Tübingen ausgewiesener Bannwald (Schutzgebiet-Nummer 100066) bei Altdorf im Landkreis Böblingen in Baden-Württemberg.

## Lage
Das Schutzgebiet befindet sich südwestlich von Altdorf. Es liegt im Staatswald Tübingen-Bebenhausen im Distrikt IV „Bromberg“, Abteilungen 65 „Lärchenschachen“ und 68 „Silbersandgrube“ und umfasst einen Teil von Flurstück Nr. 4208/1 der Gemarkung Altdorf, Gemeinde Altdorf.
Der Bannwald liegt im Landschaftsschutzgebiet Schönbuch. Er ist Teil des Vogelschutzgebiets Schönbuch und er ist Teil des FFH-Gebiets Schönbuch. Früher wurde hier der silbrig schimmernde Rhätsandstein gewonnen.

## Vegetation
Im Schonwald kommen laut Waldbiotopkartierung die folgenden Pflanzen vor:
Europäische Lärche, Gemeine Fichte, Waldkiefer, Berg-Ahorn, Spitzahorn, Hänge-Birke, Gemeine Hainbuche, Rotbuche, Stieleiche, Vogelkirsche, Sal-Weide, Eingriffeliger Weißdorn, Schwarzer Holunder, Roter Holunder, Adlerfarn, Brombeere, Zittergras-Segge.

## Schutzzweck
Der Schutzzweck des Bannwalds ist gemäß Schutzgebietsverordnung
- Das Zulassen unbeeinflusster Sukzessionsabläufe auf den Fichten-Sturmwurfflächen von 1990 und den daran angrenzenden Bereichen mit ihren Tier- und Pflanzenarten sowie die wissenschaftliche Beobachtung dieser Entwicklung zu gewährleisten. Dies beinhaltet den Schutz der Lebensräume und -gemeinschaften, die sich in den Gebieten befinden, sich im Verlauf der eigendynamischen Entwicklung der Sukzessionsflächen innerhalb der Schutzgebiete ändern oder durch die eigendynamische Entwicklung entstehen.
- Weiterer Schutzzweck ist der Beitrag zur Erhaltung der biologischen Vielfalt in Europa. Der Bannwald „Silbersandgrube“ liegt sowohl im FFH-Gebiet „Schönbuch“ (Gebiets-Nr. 7420-341) als auch im großräumigen Vogelschutzgebiet „Schönbuch“ (Gebiets-Nr. 7420-401); beide Gebiete wurden in die nationale Vorschlagsliste zur Meldung an die Kommission für den Aufbau und den Schutz eines europäischen ökologischen Netzes Natura 2000 aufgenommen.

## Betreuung
Wissenschaftlich betreut wird der Bannwald durch die Forstliche Versuchs- und Forschungsanstalt Baden-Württemberg (BVA).